# Colubotelson evansi
Colubotelson evansi är en kräftdjursart som beskrevs av Nicholls 1944. Colubotelson evansi ingår i släktet Colubotelson och familjen Phreatoicidae. Inga underarter finns listade i Catalogue of Life.